# Плагін (шаблон проєктування)
Плагін (англ. Plugin) — шаблон проєктування, який дозволяє підставити значення для абстракції не під час компіляції, а під час виконання програми.[джерело?]

## Опис
Один і той самий код виконується у різних середовищах, для розробки, тестування тощо. Для того, щоб не змінювати код, варто представити декілька реалізацій одного і того самого класу у кожному середовищі. Розробники вирішують цю проблема за допомогою фабрики, що обростає умовними операторами. Плутанина появляється не лише від кількості фабрик, але і від того, що конфігурацію можуть ускладнюватись.
Даний шаблон пропонує винести реєстрацію сервісів із коду в зовнішній ресурс та підставляти значення для абстракції під час виконання програми.

## Реалізація
Нехай нам необхідно генерувати ідентифікатор для об'єкта, який буде збережений у сховище. Зрозуміло, що для розробки, нам головне швидкість, а для роботи надійність. Напишемо реалізацію обох класів, які потім підставлятимемо динамічно.
```
interface
 
IdGenerator

{

	
int
 
GetIdentifier
();

}

class
 
DevelopmentIdGenerator
 
:
 
IdGenerator

{

	
public
 
int
 
GetIdentifier
()

    
{

        
return
 
new
 
Random
().
Next
();

    
}

}

class
 
ProductionIdGenerator
 
:
 
IdGenerator

{

    
public
 
int
 
lastId
 
=
 
0
;

	
public
 
int
 
GetIdentifier
()

    
{

        
return
 
lastId
++
;

    
}

}

```

Тоді напишемо фабрику, яка динамічно визначатиме необхідну реалізацію.
```
class
 
ServiceFactory

{

	
public
 
TInterface
 
Get
<
TInterface
>
()

    
{

        
var
 
configFile
 
=
 
File
.
ReadAllLines
(
"Configuration.txt"
);

        
var
 
configuration
 
=
 
configFile
.
ToDictionary
(
k
 
=>
 
k
.
Split
(
"->"
).
First
(),
 
v
 
=>
 
v
.
Split
(
"->"
).
Last
());

        

        
var
 
implementationName
 
=
 
configuration
[
typeof
(
TInterface
).
GetName
()];

        

        
return
 
Activator
.
CreateInstance
(
implementationName
)
 
as
 
TInterface
;

    
}

}

```

Сам файл конфігурацій може виглядати наступним чином, та при потребі змінюватись у кожному середовищі.
```
IdGenerator -> DevelopmentIdGenerator

```

Окрім файлів існують й інші способи збереження конфігурацій. Наприклад, це може бути зовнішній сервіс абощо.